# Army Men World War: Team Assault
Army Men: World War - Team Assault — шутер от третьего лица, созданный американской студией 5000 ft Inc. и изданный The 3DO Company только для PlayStation.

## Сюжет
Сюжет проходит после Final Front. Пластическая война сейчас застопорилась. Зеленые и армия Тана заперты в тупике. Стремясь получить преимущество в этом конфликте, Тану удалось разработать оружие дальнего действия, которое в конечном итоге произвело бы к гибели сил Зелёных. Разведывательные агенты определили, что эти ракеты большой дальности существуют, но они не обнаружили их местоположение. До сих пор... Зеленый агент разведки имеет информацию по поводу возможного местонахождения этих предвестников гибели. К сожалению, агент был обнаружен, прежде чем он смог выявить местоположение базы ракет. В попытке спасти этого агента и, в конечном счете, уничтожить скрытую базу, собрана команда зеленых коммандос. Каждый член этой команды является специалистом в различных областях: от тяжелого вооружения до лингвистики. Судьба свободного мира зависит от успешного завершения этой миссии.
У этой игры более тактический подход, подобного играм по книгам Тома Клэнси, поскольку персонажи, контролируемые игроками, могут умереть от нескольких выстрелов.

## Персонажи
Всего в игре доступно 6 бойцов, среди которых:
- Хадо
- Данте Эрнандес
- Арманд "Фламбе" Нестор
- Бьорн "Бумер" Торсон
- Гиб "Белка" Фаррелл
- Тике «Танк» Морган